# ديفيد جريناواي (اقتصادي)
ديفيد جريناواي (بالإنجليزية: David Greenaway)‏ هو اقتصادي بريطاني، ولد في 20 مارس 1952.